# BoJo
Bojo es una banda de rock de Filipinas originarios de Olongapo. La banda se formó en 2006, ya que han estado influenciado musicalmente con otros artistas al estilo de Guns N' Roses y Queen.

## Miembros
- Robert Joseph 'Bojo' De Dios (vocalista)
- Erwin ‘Err’ Sape (vocalista)
- Raymond ‘Patras’ Ramos (guitarra)
- Krispen ‘Soul’ Deloroso (bajo)
- Jackson ‘Jack’ Perez (Batería)
- Genes ‘G’ Layda (keyboard)

## Discografía

### Álbumes de estudio
- Bojo (2007; Star Records)

## Síngles
- Kulitan
- Maghihintay
- Nasan Ka?
- Noon At Ngayon
- Walang Hangganan

- Datos: Q4938685